# Prairie Creek Township (comté de Dubuque, Iowa)
Prairie Creek Township est un township, du comté de Dubuque en Iowa, aux États-Unis,. 

## Source de la traduction
- (es) Cet article est partiellement ou en totalité issu de l’article de Wikipédia en espagnol intitulé « Municipio de Prairie Creek (condado de Dubuque, Iowa) » (voir la liste des auteurs).